# Salpis
Salpis is een geslacht van vlinders van de familie spanners (Geometridae), uit de onderfamilie Ennominae.

## Soorten
- S. aenea Butler, 1882
- S. albipunctaria Mabille, 1885
- S. antennata mabille, 1885
- S. batiola Rindge, 1971
- S. brevis Rindge, 1971
- S. carneitincta Prout, 1910
- S. clarkei Sperry, 1951
- S. crepera Rindge, 1971
- S. chilenaria felder, 1875
- S. decora Rindge, 1973
- S. dentilineata Butler, 1882
- S. eudora Prout, 1910
- S. falcata Rindge, 1971
- S. felderi Butler, 1882
- S. gentilii Rindge, 1973
- S. glabra Rindge, 1971
- S. globosa Rindge, 1973
- S. gutta Rindge, 1971
- S. infelix Butler, 1882
- S. inornata Rindge, 1971
- S. interrupta Rindge, 1973
- S. lancea Rindge, 1971
- S. lata Rindge, 1971
- S. mutabilis Rindge, 1971
- S. nigrivenosa Rindge, 1973
- S. occulta Rindge, 1971

- S. orbifera Prout, 1910
- S. penai Rindge, 1971
- S. pisinna Rindge, 1973
- S. puechi Dognin, 1904
- S. recta Rindge, 1973
- S. rubens Prout, 1910
- S. scodionata Mabille, 1885
- S. sticte Rindge, 1971
- S. synopsioides Dognin, 1893
- S. tessera Rindge, 1971
- S. tuberata Rindge, 1971
- S. tumida Rindge, 1971
- S. unda Rindge, 1971
- S. venosa Ureta, 1956
- S. virgata Rindge, 1971